# Любовь-морковь: Восстание машин
«Любовь-морковь: Восстание машин» (также употребляется название Любовь-морковь 4) — российский фантастический комедийный фильм режиссёра Андрея Волгина. Продолжение истории семьи Голубевых, начатой в предыдущих трёх фильмах «Любовь-морковь», «Любовь-морковь 2» и «Любовь-морковь 3». Фильм снимался в Москве в 2022 году. Первоначально лента должна была выйти в кинотеатрах в январе 2023 года, но премьеру перенесли на 30 марта того же года.
В России четвёртый фильм вышел в прокат 30 марта 2023 года, спустя 12 лет после выхода триквела. «Любовь-морковь: Восстание машин» получила в целом негативную реакцию критиков, которым не понравился сюжет, диалоги и неоригинальность.

## В ролях
- Гоша Куценко — Андрей Голубев
- Кристина Орбакайте — Марина Голубева
- Денис Парамонов — Глеб Голубев, сын Марины и Андрея
- Алина Булынко — Светлана Голубева, дочь Марины и Андрея
- Саша Алексеев — Вася, приёмный сын Марины и Андрея
- Сергей Ашарин — Робот Иван
- Софья Озерова — Робот Марья
- Андрей Ургант — Нерон (Власов Олег Львович)
- Анна Пескова — секретарша
- Парвиз Пулоди — Бахтияр
- Кирилл Козаков —  доктор Коган
- Алексей Маклаков — начальник полиции
- Никита Волков — инвестор
- Игорь Старосельцев — судья
- Иван Злобин — полицейский стажер
- Надежда Игошина — татуировщица

## Интересные факты
- По словам создателей, жанр их картины — фантастическая комедия[6][нет в источнике].
- «Любовь-морковь: Восстание машин» — это уже четвёртая часть франшизы о фантастических приключениях семьи Голубевых.
- Режиссёром первой части был Александр Стриженов, второй — Максим Пежемский, третьей — Сергей Гинзбург, а четвёртой — Андрей Волгин. Изначально планировалось, что режиссёрское место на проекте «Любовь-морковь: Восстание машин» займёт Ренат Давлетьяров[источник не указан 162 дня].
  - По словам Давлетьярова, он не планировал снимать продолжение, но Гоша Куценко, исполнитель главной роли, его переубедил. Однако из-за противоречий постановщику пришлось покинуть проект[7][нет в источнике]. Ренат Давлетьяров: «Что движет художниками, мотивирует приступить к созданию фильма? С момента последнего фильма прошло одиннадцать лет. В данном случае Гоша Куценко предложил мне какую-то совершенно фантастическую историю, и в результате у нас получился самый смешной сценарий из всех, что были в этом проекте»[8][нет в источнике].
- До этого оператор Вячеслав Лисневский уже работал с режиссёром Андреем Волгиным на таких проектах как: «Этим вечером ангелы плакали» (2008), «Грач» (2012), «Спираль» (2014), «Беги!» (2016), «Танцы насмерть» (2016), «Центрум» (2017), «Серёжка» (2018) и «Балканский рубеж» (2019)[9][нет в источнике].[значимость факта?]
- Поскольку Михаил Козаков скончался в 2011 году, роль доктора Когана в данном фильме исполнил его сын Кирилл, однако крупным планом его лицо не показывается.

## Отзывы и оценки
«Любовь-морковь: Восстание машин» получила в целом отрицательные отзывы критиков, которым не понравился сюжет, диалоги и неоригинальность. По данным сайта Критиканство, квадриквел получил среднюю оценку лишь 41/100 на основе 7 рецензий. О фильме писали: «Если кто-то рассчитывает на «милое времяпрепровождение для всей семьи» — готовьтесь разочаровываться» (Time Out), «Большинство шуток в «Любови-моркови» базируются в области телесного низа» («Кинопоиск»).